# Gemeinderatswahlen in der Steiermark 2020
Die Gemeinderatswahlen in der Steiermark 2020 sollten ursprünglich am 22. März 2020 stattfinden. Eine vorgezogene Stimmabgabe fand am 13. März 2020 statt. Der ursprüngliche Wahltermin wurde aufgrund der COVID-19-Pandemie am 12. März 2020 abgesagt und die Wahlen auf unbestimmte Zeit verschoben. Der vorgezogene Wahltermin am 13. März 2020 wurde jedoch eingehalten, wobei sich das Interesse aber als geringer als zuletzt erwies.
Als Ersatztermin wurde der 28. Juni 2020 fixiert. Durch die Verschiebung fallen Erstwähler teilweise um ihr Wahlrecht um, nachdem der Stichtag (6. Jänner 2020) für die Wählerevidenz unverändert bleibt. Die bei der vorgezogene Stimmabgabe bereits abgegebenen Stimmen bleiben weiterhin gültig. Aufgrund der COVID-Pandemie wurden Hygieneregeln wie Maskenpflicht in den Wahlgebäuden, die Verwendung von eigenem, mitgebrachten Schreibgerät oder Einwegschreibgerät sowie regelmäßige Desinfektion der Tisch- und Stehpultflächen in der Wahlzelle festgelegt.
Für die Wahl wurden über 173.000 Wahlkarten ausgegeben, gegenüber 2015 mehr als die dreifache Anzahl. 2020 sind 804.095 Personen wahlberechtigt, 2015 waren dies 800.811.

## Ausgangslage
Die letzten Wahlen fanden am 22. März 2015 statt. Letzte Frist für die Einbringung der Gemeindewahlvorschläge war der 14. Februar 2020, die Veröffentlichung der Gemeindewahlvorschläge erfolgte am 20. Februar 2020.
Insgesamt wird in 285 Gemeinden gewählt. Ausgenommen von dieser Wahl ist die Landeshauptstadt Graz, wo zuletzt am 5. Februar 2017 eine Gemeinderatswahl stattfand. Die Wahl des Bürgermeisters erfolgt in den steirischen Gemeinden durch den jeweiligen Gemeinderat in der konstituierenden Sitzung des Gemeinderats. In den Gemeinden der Steiermark besteht der Gemeinderat bei bis zu 1.000 Einwohnern aus 9 Mitgliedern, über 1.000 Einwohnern aus 15, über 3.000 Einwohnern aus 21 Mitgliedern, über 5.000 Einwohnern aus 25 Mitgliedern und über 10.000 Einwohnern aus 31 Mitgliedern.
Die KPÖ kandidiert in 37 der 285 Gemeinden, die Grünen in 102 und NEOS in 30. Die SPÖ tritt in 278 Gemeinden an, die FPÖ in 233 Gemeinden. Die ÖVP kandidiert als einzige Partei in allen Gemeinden. Neben den im Landtag Steiermark vertretenen Parteien treten auch insgesamt 80 Bürgerlisten an. Insgesamt bewarben sich 1045 Listen um die 5051 Sitze in den Gemeinderäten.
In vierzehn steirischen Gemeinden verändert sich nach der Wahl die Zahl der Gemeinderäte. In den fünf Gemeinden Lieboch, Hart bei Graz und Hausmannstätten, St. Ruprecht an der Raab und Gröbming gibt es mehr Gemeinderäte, nachdem sie in den letzten Jahren Einwohner dazu gewonnen hatten. Ein Minus bei den Einwohnerzahlen und damit weniger Gemeinderäte gab es in den neun Gemeinden Köflach, Judenburg, Pöls, Neumarkt, Oberwölz, Birkfeld, St. Peter am Ottersbach, Arnfels und Kalwang.

## Ergebnisse
Die ÖVP konnte rund 4,5 Prozentpunkte im Vergleich zu 2015 hinzu gewinnen und kommt auf 47,2 Prozent. Das zweitbeste Ergebnis bei Gemeinderatswahlen in der Steiermark nach 1975. Die ÖVP gewann die absolute Mehrheit in der traditionell roten Gemeinde Selzthal. In Mariazell wurde die absolute Mehrheit von der SPÖ zurückgeholt, in Admont gewann die Volkspartei die absolute Mehrheit ebenfalls von der SPÖ. Auch in Rottenmann erreichte die ÖVP die absolute Mehrheit und überholte damit die SPÖ. In Eisenerz erreichte die ÖVP erstmals die relative Mehrheit. Die ÖVP konnte insgesamt in zwei Gemeinden mehr als 2015 die absolute oder relative Mehrheit gewinnen. Sie verlor zum Beispiel Schladming und Haus im Ennstal an Bürgerlisten. Das stärkste Ergebnis erreichte die ÖVP in Lassing mit 100 %, es trat allerdings keine andere Liste an. Aussagekräftiger ist da schon das Ergebnis von Schäffern, wo die ÖVP auf 92,8 Prozent der Stimmen kam.
Die SPÖ konnte insgesamt leicht, um 0,3 Prozentpunkte auf 31,9 Prozent, zulegen. Sie gewann in den meisten obersteirischen Industriestädten, wie zum Beispiel Kapfenberg oder Bruck/Mur. In einigen konnte sie die, hauptsächlich 2015, verlorenen absoluten Mehrheiten zurückholen. Sie gewann zum Beispiel die Gemeinde Eibiswald von der ÖVP, verlor allerdings insgesamt 7 Gemeinden an die ÖVP oder Bürgerlisten. Das beste Ergebnis erzielte die SPÖ in Voitsberg mit 81,4 Prozent der Stimmen.
Die FPÖ verlor stark im Vergleich zu 2015, konnte trotzdem ein besseres Ergebnis als bei den Gemeinderatswahlen 2010 erreichen. Die einzige Gemeinde, in der die FPÖ bisher die relative Mehrheit hatte, Neumarkt in der Steiermark, konnte die ÖVP zurückerobern. Am besten schnitt die FPÖ in Bad Blumau mit 37,9 Prozent der Stimmen ab.
Die Grünen konnten ihr Ergebnis um 1,42 Prozent auf 4,75 Prozent verbessern, das beste Ergebnis erzielten die Grünen in der Marktgemeinde St. Ruprecht an der Raab (Bezirk Weiz) mit 29,1 Prozent. Die KPÖ errang rund 0,1 Prozentpunkte mehr als 2015, das beste Ergebnis erzielte sie in Trofaiach mit 21,5 Prozent der Stimmen. NEOS konnten sich um 0,2 % verbessern, in Ramsau am Dachstein schnitten sie mit 11,3 Prozent am besten ab.
Nach der Wahl gingen bei der Landeswahlbehörde insgesamt elf Wahlanfechtungen aus zehn Gemeinden, darunter Mürzzuschlag, Frohnleiten, Mortantsch, Wildon und Leibnitz, ein. Die Wahlkommission entschied am 21. September 2020, dass die Wahl in den fünf Gemeinden Ilz, Leibnitz, Mortantsch, St. Andrä-Höch und Wildon wiederholt werden muss. In Mürzzuschlag muss das Wahlergebnis wegen einer Zahlenverwechslung widerrufen und neu verlautbart werden.

## Gewinne und Verluste
ÖVP:
Höchster Gewinn in Arnfels (+48,5%), Höchster Verlust in Altaussee (-32,6%)
SPÖ:
Höchster Gewinn in Bad Mitterndorf (+45,3%), Höchster Verlust in Mureck (-45,7%)
FPÖ:
Höchster Gewinn in Sankt Jakob im Walde (+23,8%), Höchster Verlust in Neumarkt in der Steiermark (-32,9%)
Grüne:
Höchster Gewinn in Eggersdorf bei Graz (+13,4%), Höchster Verlust in Gutenberg-Stenzengreith (-6,8%)
KPÖ:
Höchster Gewinn in Rottenmann (+5,9%), Höchster Verlust in Eisenerz (-5,8%)
NEOS:
Höchster Gewinn in Ramsau am Dachstein (+11,3%), Höchster Verlust in Hart bei Graz (-0,7%)